# Max Gebbert

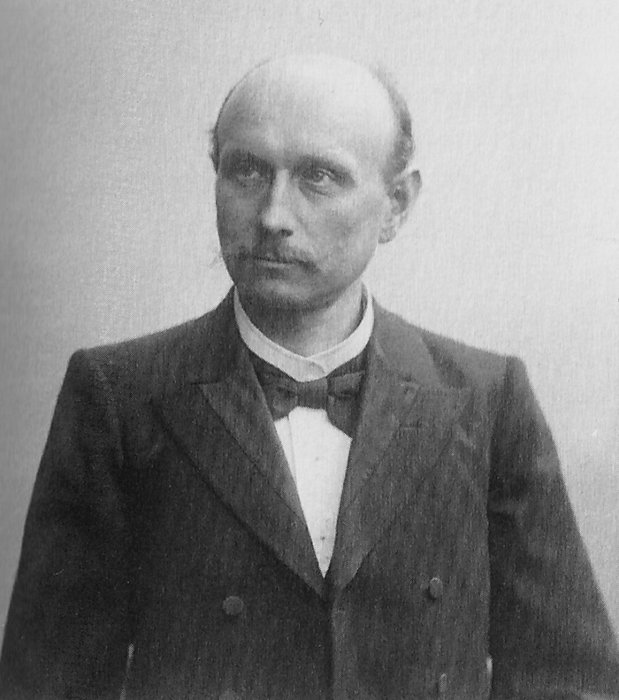
Max Gebbert, um 1900

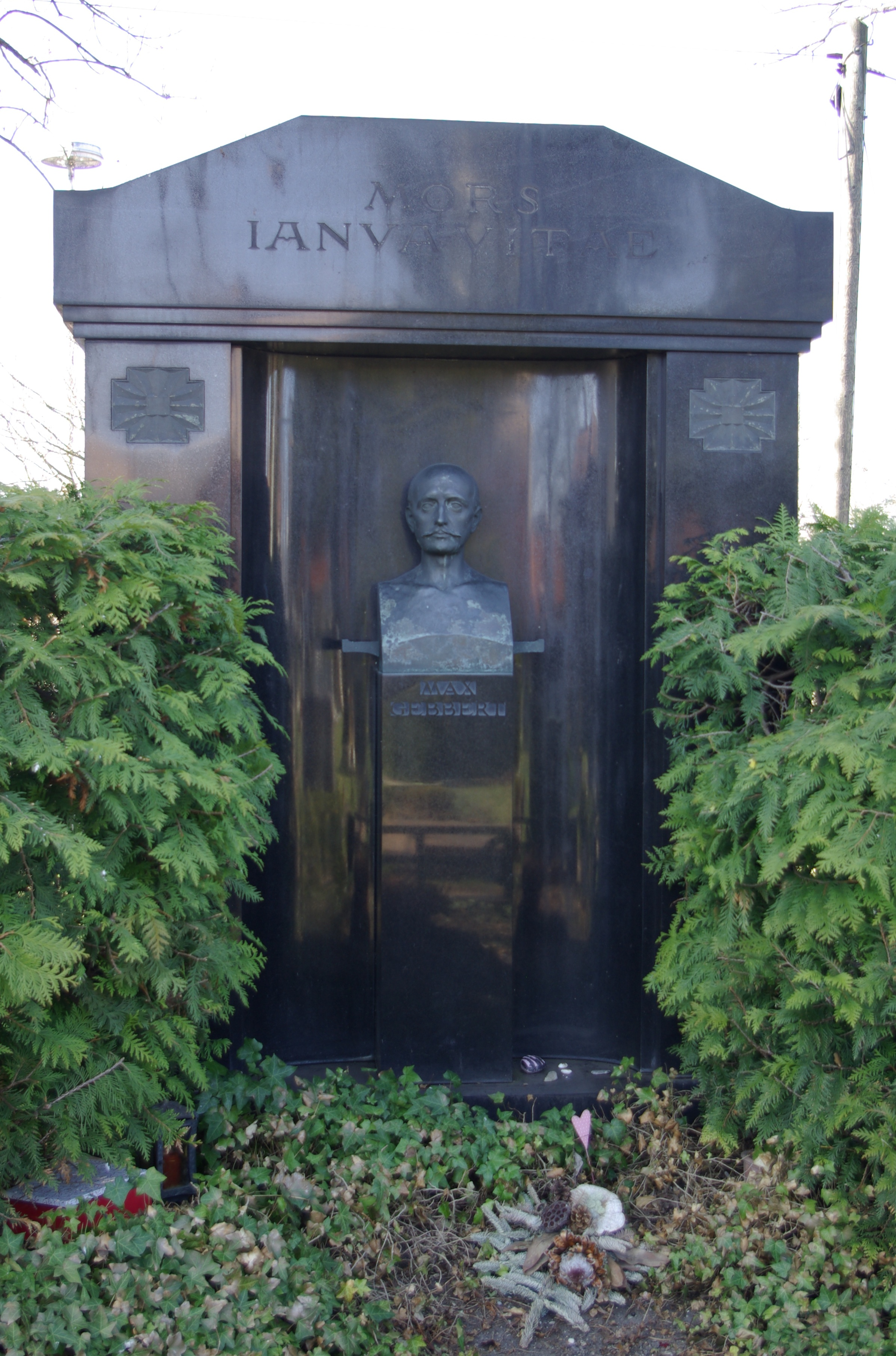
Grab von Max Gebbert auf dem Neustädter Friedhof in Erlangen

Max Gebbert (* 2. März 1856 in Rothaus, Landkreis Neisse, Provinz Schlesien; † 11. März 1907 in Erlangen, Königreich Bayern, vollständiger Name Julius Max Gotthard Gebbert) war ein deutscher Mechaniker und Mitbegründer des Unternehmens Reiniger, Gebbert & Schall in Erlangen. Nach Max Gebbert ist eine zentrale Innenstadtstraße in Erlangen benannt.

## Leben
Julius Max Gotthard Gebbert wurde in Rothaus bei Neisse in Oberschlesien als Sohn eines Oberförsters geboren. Ab 1872 absolvierte er eine Lehre bei dem Optiker und Mechaniker Max Rauch, die er 1875 mit dem Freischein als Mechaniker abschloss. Anschließend arbeitete er drei Jahre lang bei verschiedenen Werkstätten und Firmen in Berlin. 1878 bis 1881 leistete er seinen Militärdienst in Potsdam. Die folgenden Wanderjahre führten ihn nach Genf, Straßburg und Paris, wo er den Mechaniker Karl Friedrich Schall zum Freund gewann. Den Plan, gemeinsam eine Fabrik zu gründen, schoben sie jedoch auf, weil Max Gebbert zunächst in den USA sein Glück versuchen wollte. 1883 brach Gebbert nach New York auf, blieb dort aber nur bis Anfang 1885, da sich das Geschäft in den USA wenig lukrativ entwickelte.
Nach seiner Rückkehr 1885 stieg Gebbert als gleichberechtigter Teilhaber in die Mechanikerwerkstatt seines Freundes Schall in Stuttgart ein, die sich fortan „Gebbert & Schall“ nannte und elektromedizinische und ähnliche Apparate herstellte: Galvanometer, Stirn-, Mund- und Kehlkopflampen, Batterien, Widerstände, Demonstrationsapparate, ärztliche Induktionsapparate für Galvanisation, Faradisation, Kaustik, Mikroskopierlampen etc. Bei einer Tagung im September 1885 in Straßburg lernten Gebbert und Schall Erwin Moritz Reiniger kennen, der seit 1877 in Erlangen eine Werkstatt für elektrotechnische und physikalische Apparate betrieb. Die drei schlossen sich zum 1. Januar 1886 zusammen zur offenen Handelsgesellschaft „Vereinigte physikalische-mechanische Werkstätten Reiniger, Gebbert & Schall – Erlangen, Stuttgart, New York“ (RGS).  Die Werkstätten in Stuttgart und New York wurden bald aufgegeben. In der gemeinsamen Firma zeichnete Reiniger verantwortlich für kaufmännische Belange, Schall für Konstruktion und Vertrieb und Gebbert für die Fabrikation, weil er sich auf seinen Wanderjahren fundierte Kenntnisse der Fertigungstechnik erworben hatte.
Karl Schall schied 1887 aus der Firma aus und gründete ein eigenes Geschäft in London, das den Vertrieb der RGS-Produkte in Großbritannien übernahm. Reiniger verließ RGS im Jahre 1895 und kaufte in München eine Glühlampenfabrik, die er ohne Erfolg betrieb. Max Gebbert war jetzt Alleinunternehmer.
Bereits kurz nach der Entdeckung der Röntgenstrahlen im Jahre 1895 begann Gebbert, den Schwerpunkt der Produktion auf Röntgenröhren und -einrichtungen zu legen, was ihm weiteren wirtschaftlichen Erfolg sicherte.
1886 heiratete Max Gebbert Marie Ritz. Die beiden hatten vier Söhne und eine Tochter. Von 1900 bis 1905 war Gebbert Mitglied des Erlanger Gemeinderats. Er war auch Mitglied des Vereins Deutscher Ingenieure (VDI) und des Fränkisch-Oberpfälzischen Bezirksvereins des VDI.
Max Gebbert starb 1907 an den Folgen eines Schlaganfalls und wurde auf dem Neustädter Friedhof in Erlangen beigesetzt.